# Gjoko Hadžievski
Gjoko Hadžievski (født 31. marts 1955) er en tidligere makedonsk fodboldspiller og træner.